# Berwickshire
Berwickshire (från shire av Berwick) är ett ståthållarskap och grevskap i sydöstra Skottland vid Nordsjön.
Området består av ett småkuperat landskap, i norra delen ligger Lammermuir Hills, med klippkust. Området är känt för fårskötsel och laxfiske i floden Tweed. Städer i grevskapet är Duns, Greenlaw, Lauder och Eyemouth.